# Cirratulus pallidus
Cirratulus pallidus är en ringmaskart som beskrevs av Grübe 1872. Cirratulus pallidus ingår i släktet Cirratulus och familjen Cirratulidae. Inga underarter finns listade i Catalogue of Life.